# Кастильо, Юниелис
Юниелис Кастильо Карменате (исп. Yunielys Castillo Carmenate; род. 16 января 1981) — кубинский футболист и футбольный тренер. Главный тренер сборной Кубы с 2023 года.

## Карьера
В качестве игрока выступал в составе сборных команд до 16, до 20 и 23 лет. Всюду был капитаном команды.
На тренерской работе с 2003 года (тренер мальчиков 9—10 лет в спортивной школе EIDE Lino Salabarria Pupo).
С 2021 года возглавлял молодёжную сборную страны.
1 августа 2023 года национальная федерация назначила Кастильо главным тренером первой сборной страны после отставки Пабло Эльера Санчеса, уволенного после того, как занял последнее место в своей группе после трёх поражений c общим счётом 3:9 от Гватемалы, Гваделупы и Канады соответственно в Золотом кубке КОНКАКАФ 2023 года. Всё это время Кастильо был помощником в тренерском штабе Санчеса.
Дебютировал на посту 8 сентября матчем с командой Гаити (0:0). Спустя четыре дня одержал свою первую победу над сборной Суринама (1:0), единственный гол в матче забил Виллиан Позо-Вента.